# Sycophila bidentata
Sycophila bidentata (лат.) — вид наездников рода Sycophila из семейства Eurytomidae (Chalcidoidea). Встречается в Африке (Гвинея, Камерун, Республика Кот-д’Ивуар и Кения). Видовое название bidentata связано с наличием двух зубчатых отростков на переднеспинке.

## Описание
Мелкие наездники, длина 1,9—2,2 мм. Тело желтовато-коричневое. Членики жгутика усика отчётливо удлинённые, 1,5× больше длины и ширины. Пронотум килеватый спереди и сбоку, с двумя слабыми зубцами на плечах. Проподеум с извилистым, клиновидным базальным килем и срединным продольным килем. Петиоль дорсально длиннее ширины, без вентрального поперечного киля между петиолем и стернитом St1. Тергит Gt4 значительно длиннее Gt3.